# Gloiodon
Gloiodon P. Karst. (lepkoząb) – rodzaj grzybów z rodziny jodłownicowatych (Bondarzewiaceae).

## Charakterystyka
Grzyby kortycjoidalne o owocniku rocznym, siedzącym lub rozpostarto-odgiętym. Górna powierzchnia gładka lub szczeciniasta o barwie od ciemnobrązowej do niemal czarnej. Hymenofor złożony ze stożkowatych kolców. System strzępkowy monomityczny, strzępki ze sprzążkami, pigmentowane, niektóre z rzadko tylko występującymi sprzążkami, imitujące strzępki szkieletowe. Występują gleocystydy. Podstawki 4-sterygmowe, ze sprzążką bazalną. Bazydiospory niemal kuliste, szkliste, drobno ornamentowane, w odczynniku Melzera silnie amyloidalne.
Gloiodon charakteryzuje się brązowawym, rozpostarto-odgiętym owocnikiem, występowaniem gleocystyd i ornamentowanymi, amyloidalnymi bazydiosporami. Jest filogenetycznie blisko spokrewniony z mającym owocniki z trzonem rodzajami Auriscalpium i Dentipratulum.

## Systematyka i nazewnictwo
Pozycja w klasyfikacji według Index Fungorum: Bondarzewiaceae, Russulales, Incertae sedis, Agaricomycetes, Agaricomycotina, Basidiomycota, Fungi.
Po raz pierwszy opisał go Petter Adolf Karsten w 1879 r. Synonimy naukowe:
- Leaia Banker
- Sclerodon P. Karst.

Polską nazwę nadał Władysław Wojewoda w 2003 r. W polskim piśmiennictwie mykologicznym należące do tego rodzaju gatunki opisywane były także jako kolczak.
Gatunki:
- Gloiodon nigrescens (Petch) Maas Geest. 1964
- Gloiodon occidentalis Ginns 1988
- Gloiodon stratosus (Berk.) Banker 1910
- Gloiodon strigosus (Sw.) P. Karst. 1879 – lepkoząb brązowy

Wykaz gatunków i nazwy naukowe na podstawie Index Fungorum. Nazwy polskie według Władysława Wojewody.